# Servië en Montenegro op het wereldkampioenschap voetbal 2006
Servië en Montenegro was een van de deelnemende landen op het Wereldkampioenschap voetbal 2006 in Duitsland. Het was de eerste keer en tevens laatste keer in de geschiedenis dat het land in die gedaante deel nam. In 1998 bereikte het onder de naam Voormalig Joegoslavië de tweede ronde, waarin het door Nederland werd uitgeschakeld nadat Edgar Davids in de blessuretijd de beslissende goal wist te scoren. Als Joegoslavië deed men acht maal mee, met een halvefinaleplaats op het allereerste WK in 1930 als beste resultaat. In 1962 werd eveneens de halve finale gehaald en werd Joegoslavië uiteindelijk vierde. Na het WK 2006 gingen Servië en Montenegro gesplitst verder.

## Kwalificatie
Als lid van de UEFA speelde Servië en Montenegro in de zevende van acht groepen waarin alle landen deelnamen. Ieder land ontmoette elkaar in zowel een thuis- als een uitwedstrijd, de groepsindeling was aan de hand van resultaten in het verleden en een daaraan gekoppelde loting bepaald. Alleen de groepswinnaar zou zich rechtstreeks kwalificeren, terwijl de nummer twee het zou mogen opnemen tegen een nummer twee uit een andere groep, mits dat land het best geklasseerde land op de tweede plaats was, ook dan was rechtstreekse kwalificatie een feit.
Samen met Spanje en België was Servië en Montenegro vooraf kanshebber om zich voor het WK te plaatsen. Verrassend genoeg kon ook Bosnië en Herzegovina zich in de strijd mengen. België maakte geen moment aanspraak op een WK-ticket nadat er in de eerste drie wedstrijden slechts 1 punt werd behaald tegen Litouwen. Met nog een wedstrijd voor de boeg waren zowel Spanje als Servië en Montenegro nog ongeslagen en had Bosnië en Herzegovina slechts één nederlaag geleden. De voormalige republieken van Joegoslavië ontmoetten elkaar in een onderling duel, terwijl Spanje mocht aantreden tegen het zwakke San Marino. Spanje won de wedstrijd met 6-0 en kwam daarmee op 20 punten. Bosnië en Herzegovina had 16 punten en Servië en Montenegro 19 punten. Aangezien het eerste duel tussen beide landen in een gelijkspel eindigde zou een overwinning van Bosnië en Herzegovina betekenen dat zij vanwege het onderlinge resultaat op de tweede plaats in de groep achter Spanje zouden eindigen en zodoende play-off duels zou mogen spelen. Bij een gelijkspel zouden Spanje en Servië en Montenegro beiden 20 punten hebben gehad en zou het doelsaldo bepalend zijn in het voordeel van Spanje. Servië en Montenegro had derhalve een overwinning nodig en kreeg die ook. Een kleine 1-0-overwinning was voldoende om als eerste in de groep te eindigen. In totaal kregen ze in tien wedstrijden slechts één tegendoelpunt. Spanje dat zich later via de play-offs kwalificeerde kreeg slechts drie tegendoelpunten.

### Wedstrijden
| 4 september, 2004 | San Marino            | 0 – 3 | Servië en Montenegro  |
| 9 oktober, 2004   | Bosnië en Herzegovina | 0 – 0 | Servië en Montenegro  |
| 13 oktober, 2004  | Servië en Montenegro  | 5 – 0 | San Marino            |
| 17 november, 2004 | België                | 0 – 2 | Servië en Montenegro  |
| 30 maart, 2005    | Servië en Montenegro  | 0 – 0 | Spanje                |
| 4 juni, 2005      | Servië en Montenegro  | 0 – 0 | België                |
| 3 september, 2005 | Servië en Montenegro  | 2 – 0 | Litouwen              |
| 7 september, 2005 | Spanje                | 1 – 1 | Servië en Montenegro  |
| 8 oktober, 2005   | Litouwen              | 0 – 2 | Servië en Montenegro  |
| 12 oktober, 2005  | Servië en Montenegro  | 1 – 0 | Bosnië en Herzegovina |

### Ranglijst groep
| Land                 | Wed | Win | Gel | Ver | DV | DT | +/- | Pnt |
| -------------------- | --- | --- | --- | --- | -- | -- | --- | --- |
| Servië en Montenegro | 10  | 6   | 4   | 0   | 16 | 1  | +15 | 22  |
| Spanje               | 10  | 5   | 5   | 0   | 19 | 3  | +16 | 20  |
| Bosnië en Her.       | 10  | 4   | 4   | 2   | 12 | 9  | +3  | 16  |
| België               | 10  | 3   | 3   | 4   | 16 | 11 | +5  | 12  |
| Litouwen             | 10  | 2   | 4   | 4   | 8  | 9  | -1  | 10  |
| San Marino           | 10  | 0   | 0   | 10  | 2  | 40 | -38 | 0   |

## Groep C
Groep C was een zogenaamde poule des doods met twee gevestigde landen en twee landen, die in staat waren deze landen uit te kunnen schakelen. Bij Argentinië waren de ogen gericht op het supertalent Lionel Messi, die tijdens het toernooi negentien jaar zou worden, hij zorgde ervoor dat het jeugdteam wereldkampioen werd. Zijn debuut in het Argentijns hoofdteam liep uit op een debacle, hij werd tegen Hongarije uit het veld gestuurd. Hij zou echter vooral reserve staan in een team met spelmaker Juan Román Riquelme, de zoveelste Argentijnse speler die werd gezien als de nieuwe Maradona en doelpuntenmachine Hernán Crespo. Nederland plaatste zich voor het toernooi met een vernieuwde selectie, coach Marco van Basten weigerde gearriveerde vedetten als Clarence Seedorf, Edgar Davids en Patrick Kluivert te selecteren. En poging om de bij Feyenoord spelende Salomon Kalou te naturaliseren werd door minister Verdonk afgewezen. Zijn oorspronkelijke land Ivoorkust was een van de tegenstanders, superspits Didier Drogba was de blikvanger van het team. Servië en Montenegro plaatste zich voor het WK ten koste van België, dat voor de eerste keer sinds 1982 niet meedeed, het zou voor de laatste keer meedoen aan het WK aangezien Montenegro een onafhankelijk land werd.
Argentinië en Ivoorkust waren in de eerste helft gelijkwaardig aan elkaar, maar Argentinië was effectiever in het benutten van de kansen en nam een 2-0 voorsprong door doelpunten van Hernán Crespo en Javier Saviola. In de tweede helft overheerste Ivoorkust, maar het kwam niet verder dan een late tegentreffer van Didier Drogba. Nederland tegen Servië en Montenegro, het duel met het minste aantal toeschouwers op dit toernooi, was een minder verheffende wedstrijd, Nederland won met 1-0 door een treffer van Arjen Robben, die de smaakmaker van de wedstrijd was met individuele acties. Ploeggenoot Robin van Persie had ook kritiek op het spel van zijn teamgenoot, in zijn mening dacht Robben niet altijd aan het teambelang in zijn acties.
Argentinië voerde een galavorstelling op tegen Servië Montenegro: 6-0, de fraaiste treffer was van Esteban Cambiasso, die scoorde na langdurig balbezit en snel combinatiespel. Invaller Messi scoorde zijn eerste goal op een WK en uit frustratie werd de Servische spits Mateja Kežman uit het ved gestuurd na een onbesuisde tackle. Ivoorkust streed voor zijn laatste kans tegen Nederland en had overwicht in het begin van de wedstrijd, totdat Nederland een vrije trap kreeg, die succesvol werd genomen door Robin van Persie. Vlak daarna scoorde Ruud van Nistelrooy na een solo van Arjen Robben. De wedstrijd was echter nog lang niet gelopen, eerst schoot Didier Zokora op de paal, later scoorde Bakari Koné door drie man te passeren. In de tweede helft had Ivoorkust de overhand, de beste kans werd verijdeld door Robin van Persie die een bal van de lijn haalde. Nederland haalde op tandvlees de eindstreep en plaatste zich samen met Argentinië voor de achtste finales. In de laatste wedstrijd stond Ivoorkust voor de derde keer op rij met 0-2 achter, maar nu wonnen de Afrikanen, die een goede indruk maakten maar wel voortijdig uitgeschakeld waren wel: 3-2 van Servië en Montenegro.
| Land                 | Wed | Win | Gel | Ver | DV | DT | +/− | Pnt |
| -------------------- | --- | --- | --- | --- | -- | -- | --- | --- |
| Argentinië           | 3   | 2   | 1   | 0   | 8  | 1  | 7   | 7   |
| Nederland            | 3   | 2   | 1   | 0   | 3  | 1  | 2   | 7   |
| Ivoorkust            | 3   | 1   | 0   | 2   | 5  | 6  | –1  | 3   |
| Servië en Montenegro | 3   | 0   | 0   | 3   | 2  | 10 | –8  | 0   |

|                                               |                        |       |            |                                                                                   |
| 10 juni 2006 «onderlinge duels» 21:00 (UTC+2) | Argentinië             | 2 – 1 | Ivoorkust  | Volksparkstadion, Hamburg Toeschouwers: 49.480 Scheidsrechter: Frank De Bleeckere |
| 10 juni 2006 «onderlinge duels» 21:00 (UTC+2) | Crespo 24' Saviola 38' |       | 82' Drogba | Volksparkstadion, Hamburg Toeschouwers: 49.480 Scheidsrechter: Frank De Bleeckere |

|                                               |                      |            |           |                                                                          |
| 11 juni 2006 «onderlinge duels» 15:00 (UTC+2) | Servië en Montenegro | 0 – 1      | Nederland | Zentralstadion, Leipzig Toeschouwers: 37.216 Scheidsrechter: Markus Merk |
| 11 juni 2006 «onderlinge duels» 15:00 (UTC+2) |                      | 17' Robben |           | Zentralstadion, Leipzig Toeschouwers: 37.216 Scheidsrechter: Markus Merk |

|                                               |                                                                |       |                      |                                                                                   |
| 16 juni 2006 «onderlinge duels» 15:00 (UTC+2) | Argentinië                                                     | 6 – 0 | Servië en Montenegro | Veltins-Arena, Gelsenkirchen Toeschouwers: 52.000 Scheidsrechter: Roberto Rosetti |
| 16 juni 2006 «onderlinge duels» 15:00 (UTC+2) | Rodríguez 6', 41' Cambiasso 31' Crespo 78' Tévez 84' Messi 88' |       |                      | Veltins-Arena, Gelsenkirchen Toeschouwers: 52.000 Scheidsrechter: Roberto Rosetti |

|                                               |                                    |       |             |                                                                                |
| 16 juni 2006 «onderlinge duels» 18:00 (UTC+2) | Nederland                          | 2 – 1 | Ivoorkust   | Mercedes-Benz Arena, Stuttgart Toeschouwers: 52.000 Scheidsrechter: Óscar Ruiz |
| 16 juni 2006 «onderlinge duels» 18:00 (UTC+2) | Van Persie 23' Van Nistelrooij 27' |       | 38' B. Koné | Mercedes-Benz Arena, Stuttgart Toeschouwers: 52.000 Scheidsrechter: Óscar Ruiz |

|                                               |           |       |            |                                                                                         |
| 21 juni 2006 «onderlinge duels» 21:00 (UTC+2) | Nederland | 0 – 0 | Argentinië | Commerzbank-Arena, Frankfurt Toeschouwers: 48.000 Scheidsrechter: Luis Medina Cantalejo |
| 21 juni 2006 «onderlinge duels» 21:00 (UTC+2) |           |       |            | Commerzbank-Arena, Frankfurt Toeschouwers: 48.000 Scheidsrechter: Luis Medina Cantalejo |

|                                               |                                          |       |                      |                                                                             |
| 21 juni 2006 «onderlinge duels» 21:00 (UTC+2) | Ivoorkust                                | 3 – 2 | Servië en Montenegro | Allianz Arena, München Toeschouwers: 66.000 Scheidsrechter: Marco Rodríguez |
| 21 juni 2006 «onderlinge duels» 21:00 (UTC+2) | Dindane 37' (pen.), 67' Kalou 86' (pen.) |       | 10' Žigić 20' Ilić   | Allianz Arena, München Toeschouwers: 66.000 Scheidsrechter: Marco Rodríguez |

## Wedstrijden gedetailleerd
WK voetbal 2006 (Groep C) Servië en Montenegro - Nederland
WK voetbal 2006 (Groep C) Argentinië - Servië en Montenegro
WK voetbal 2006 (Groep C) Ivoorkust - Servië en Montenegro

## Opmerkingen
1. ↑  https://sportnieuws.nl/voetbal/binnenland/terug-naar-messis-1e-keer-nederland-gouden-klomp-en-smikkelen-spekkies-videos/
2. ↑  https://www.fcupdate.nl/voetbalnieuws/1533/rood-voor-messi-bij-debuut/
3. ↑  https://www.volkskrant.nl/sport/achtervolgd-door-de-schaduw-van-het-verleden~be6693a7/
4. ↑  https://www.trouw.nl/nieuws/verzoek-versneld-nederlanderschap-kalou-afgewezen~bdd9d0c5/
5. ↑  https://www.europa-nu.nl/id/vhbeffq35wsj/montenegro
6. ↑  http://news.bbc.co.uk/sport2/hi/football/world_cup_2006/4852660.stm
7. ↑  https://www.nieuwsblad.be/cnt/dmf11062006_050
8. ↑  https://www.fcupdate.nl/voetbalnieuws/33455/van-persie-kritisch-over-robben/
9. ↑  https://www.theguardian.com/football/2006/jun/17/worldcup2006.match4
10. ↑  https://www.youtube.com/watch?v=iBZdcpdxoTA
11. ↑  https://www.trouw.nl/nieuws/kezman-tipt-argentinie-als-wereldkampioen~b4c32619/
12. ↑  https://www.ad.nl/nederlands-voetbal/de-perfecte-vrije-trap-tegen-ivoorkust~a1c77671/#:~:text=Van%20Persie%20haalt%20diep%20adem,raakt%20hij%20de%20bal%20perfect.
13. ↑  https://www.trouw.nl/nieuws/nederland-mag-door-na-2-1-op-ivoorkust~b2ba60d2/

FSSCG · A-internationals · Bondscoaches · Vrouwenelftal van Servië en Montenegro · Servië en Montenegro U19 · Servië en Montenegro U17
2003 – 2006
WK 2006
OS 2004
2003 · 
2004 · 
2005 · 
2006
Argentinië ·
Azerbeidzjan ·
België ·
Bosnië en Herzegovina ·
Bulgarije ·
China ·
Duitsland ·
Engeland ·
Faeröer ·
Finland ·
Italië ·
Ivoorkust ·
Japan ·
Litouwen ·
Nederland ·
Noord-Ierland ·
Noorwegen ·
Oekraïne ·
Polen ·
San Marino ·
Slovenië ·
Slowakije ·
Spanje ·
Tunesië ·
Uruguay ·
Wales ·
Zuid-Korea
Argentinië (2006) · 
Ivoorkust (2006) · 
Nederland (2006)
FSJ · A-internationals · Bondscoaches · Selecties · Joegoslavisch vrouwenelftal · Joegoslavië U21 · Joegoslavië U19 · Joegoslavië U18 · Joegoslavië U17 · Joegoslavië U16
1920 – 1929 ·
1930 – 1939 ·
1940 – 1949 ·
1950 – 1959 ·
1960 – 1969 ·
1970 – 1979 ·
1980 – 1989 ·
1990 – 1999 ·
2000 – 2002
EK 1960 · 
EK 1968 · 
EK 1976 · 
EK 1984 · 
EK 2000
WK 1930 · 
WK 1950 · 
WK 1954 · 
WK 1958 · 
WK 1962 · 
WK 1974 · 
WK 1982 · 
WK 1990 · 
WK 1998 · 
OS 1920 · 
OS 1924 · 
OS 1928 · 
OS 1948 · 
OS 1952 · 
OS 1956 · 
OS 1960 · 
OS 1980 · 
OS 1984 · 
OS 1988
1920 · 
1921 · 
1922 · 
1923 · 
1924 · 
1925 · 
1926 · 
1927 · 
1928 · 
1929 · 
1930 · 
1931 · 
1932 · 
1933 · 
1934 · 
1935 · 
1936 · 
1937 · 
1938 · 
1939 · 
1940 · 
1941 · 
1942 · 1943 · 1944 · 1945 · 
1946 · 
1947 · 
1948 · 
1949 · 
1950 · 
1952 · 
1952 · 
1953 · 
1954 · 
1955 · 
1956 · 
1957 · 
1958 · 
1959 · 
1960 · 
1961 · 
1962 · 
1963 · 
1964 · 
1965 · 
1966 · 
1967 · 
1968 · 
1969 · 
1970 · 
1971 · 
1972 · 
1973 · 
1974 · 
1975 · 
1976 · 
1977 · 
1978 · 
1979 · 
1980 · 
1981 · 
1982 · 
1983 · 
1984 · 
1985 · 
1986 · 
1987 · 
1988 · 
1989 · 
1990 · 
1991 · 
1992 · 
1993 · 
1994 · 
1995 · 
1996 · 
1997 · 
1998 · 
1999 · 
2000 · 
2001 · 
2002 · 
Albanië ·
Algerije ·
Argentinië ·
Bangladesh ·
België ·
Bolivia ·
Bosnië en Herzegovina · 
Brazilië ·
Bulgarije ·
Canada ·
Chili ·
China ·
Colombia ·
Congo-Kinshasa ·
Costa Rica ·
Cyprus ·
Denemarken ·
DDR ·
Duitsland ·
Ecuador ·
Egypte ·
El Salvador · 
Engeland ·
Ethiopië ·
Faeröer ·
Finland ·
Frankrijk ·
Ghana · 
Griekenland ·
Honduras ·
Hongarije ·
Hongkong ·
Ierland ·
Indonesië ·
Iran ·
Israël ·
Italië ·
Japan ·
Kroatië ·
Luxemburg ·
Malta ·
Marokko ·
Mexico ·
Nederland ·
Nigeria ·
Noord-Ierland ·
Noord-Macedonië ·
Noorwegen ·
Oekraïne ·
Oostenrijk ·
Paraguay ·
Peru · 
Polen ·
Portugal ·
Roemenië ·
Rusland ·
Saarland ·
Schotland ·
Slovenië ·
Slowakije ·
Sovjet-Unie ·
Spanje ·
Tsjechië ·
Tsjecho-Slowakije ·
Tunesië ·
Turkije ·
Uruguay ·
Venezuela ·
Verenigde Arabische Emiraten ·
Verenigde Staten ·
Wales ·
Zuid-Korea ·
Zweden ·
Zwitserland
FSCG · A-internationals · Bondscoaches · Statistieken · Montenegrijns vrouwenelftal · Montenegro U21 · Montenegro U20 · Montenegro U19 · Montenegro U17 · Servië en Montenegro U19 · Servië en Montenegro U17
2003 – 2006** · 
2007 – 2009 · 
2010 – 2019 ·
2020 − 2029
EK 2008 · 
EK 2012 · 
EK 2016
WK 2006** · 
WK 2010 · 
WK 2014 · 
WK 2018
OS 2004** · 
OS 2008 · 
OS 2012 · 
OS 2016
2007 · 
2008 · 
2009 · 
2010 · 
2011 · 
2012 · 
2013 · 
2014 · 
2015 · 
2016 · 
2017 ·
2018 ·
2019 ·
2020 ·
2021 ·
2022 ·
2023
Albanië ·
Armenië ·
Azerbeidzjan ·
België · 
Bosnië en Herzegovina ·
Bulgarije ·
Colombia ·
Cyprus ·
Denemarken · 
Engeland ·
Estland ·
Finland ·
Georgië ·
Ghana ·
Gibraltar ·
Griekenland ·
Hongarije ·
Ierland ·
IJsland ·
Iran · 
Israël ·
Italië ·
Japan ·
Kazachstan ·
Kosovo ·
Letland ·
Libanon ·
Liechtenstein ·
Litouwen ·
Luxemburg ·
Moldavië ·
Nederland ·
Noord-Ierland ·
Noord-Macedonië ·
Noorwegen ·
Oekraïne ·
Oezbekistan ·
Oostenrijk ·
Polen ·
Roemenië ·
Rusland · 
San Marino ·
Servië ·
Slovenië ·
Slowakije ·
Tsjechië ·
Turkije ·
Wales ·
Wit-Rusland ·
Zweden ·
Zwitserland
Argentinië (2006) · 
Ivoorkust (2006) · 
Nederland (2006)
** - Onder de naam Servië en Montenegro
FSS · A-internationals · Bondscoaches · Statistieken · Servisch vrouwenelftal · Olympisch elftal · Servië U21 · Servië U20 · Servië U19 · Servië U17 · Servië en Montenegro U19 · Servië en Montenegro U17
2003 – 2006** · 
2006 – 2009 · 
2010 – 2019 ·
2020 − 2029
EK 2008 · 
EK 2012 · 
EK 2016 ·
EK 2020
WK 2006** · 
WK 2010 · 
WK 2014 · 
WK 2018 ·
WK 2022
OS 2004** · 
OS 2008 · 
OS 2012 ·
OS 2016 ·
OS 2020
2006 · 
2007 · 
2008 · 
2009 · 
2010 · 
2011 · 
2012 · 
2013 · 
2014 · 
2015 · 
2016 ·
2017 ·
2018 ·
2019 ·
2020 ·
2021 ·
2022
Albanië ·
Algerije ·
Armenië ·
Australië ·
Azerbeidzjan ·
Bahrein ·
België ·
Bolivia ·
Brazilië ·
Bulgarije ·
Chili ·
China ·
Colombia ·
Costa Rica ·
Cyprus ·
Denemarken ·
Dominicaanse Republiek ·
Duitsland ·
Engeland ·
Estland ·
Faeröer ·
Finland ·
Frankrijk ·
Georgië ·
Ghana ·
Griekenland ·
Honduras ·
Hongarije ·
Ierland ·
Israël ·
Italië ·
Jamaica ·
Japan ·
Jordanië ·
Kameroen ·
Kazachstan ·
Kroatië · 
Litouwen ·
Luxemburg ·
Marokko ·
Mexico ·
Moldavië ·
Montenegro ·
Nieuw-Zeeland ·
Nigeria ·
Noord-Ierland ·
Noord-Macedonië ·
Noorwegen ·
Oekraïne ·
Oostenrijk ·
Panama ·
Paraguay ·
Polen ·
Portugal ·
Qatar ·
Roemenië ·
Rusland ·
Schotland ·
Slovenië ·
Spanje ·
Tsjechië ·
Turkije ·
Verenigde Staten ·
Wales ·
Zuid-Afrika ·
Zuid-Korea ·
Zweden ·
Zwitserland
Brazilië (2018) · 
Costa Rica (2018) · 
Duitsland (2010) · 
Ghana (2010) · 
Kameroen (2022) · 
Zwitserland (2018)
** = Onder de naam Servië en Montenegro